# Форт Апачи, Бронкс
Форт Апач, Бронкс (англ. Fort Apache the Bronx) — американский фильм 1981 года с Полом Ньюманом в главной роли.

## Сюжет
Полицейские сталкиваются со многими проблемами в разлагающемся, бедном, с высоким уровнем преступности Южном Бронксе в Нью-Йорке. Среди этих офицеров — офицеры полиции Нью-Йорка Мерфи и Корелли, которые работают в 41-го участке, прозванном «Форт Апачи», из-за сравнений себя с армейским форпостом на вражеской территории. Безработица очень высока, окрестности заполнены мусором и разрушенными зданиями, а улицы заполнены опасными бандами, преступниками и наркоторговцами. 
Хотя Мерфи сильно пьющий и одинокий разведённый отец, у него есть большое товарищество с Корелли. Впоследствии жизнь Мерфи улучшается, когда он встречает молодую медсестру Изабеллу, и они начинают романтические отношения.